# Knokke-Heist
Knokke-Heist  est une commune néerlandophone de Belgique située en Région flamande dans la province de Flandre-Occidentale. C'est une station balnéaire huppée d’environ 35 000 habitants sur la côte (mer du Nord), à la frontière avec les Pays-Bas. Haut lieu du tourisme belge, elle attire tout particulièrement les classes moyenne et aisée.

## Subdivisions administratives

### Sections de la commune
Knokke-Heist est née, à l'origine, de la fusion de quatre communes : Knokke, Heist, Ramskapelle et Westkapelle (les deux dernières étant situées dans l'arrière-pays).
| # | Section            | Superf. (km²) | Habitants (2020) | Habitants par km² | Code INS |
| - | ------------------ | ------------- | ---------------- | ----------------- | -------- |
| 1 | Knokke (I)         | 21,48         | 14.221           | 662               | 31043A   |
| 2 | Heist-aan-Zee (II) | 7,00          | 13.049           | 1.864             | 31043B   |
| 3 | Ramskapelle (III)  | 5,25          | 834              | 159               | 31043C   |
| 4 | Westkapelle (IV)   | 22,81         | 4.967            | 218               | 31043D   |

### Localités
Knokke même est subdivisé en plusieurs quartiers :
- Albert-Plage (VI) (Albertstrand), là où se trouve le casino de Knokke ;
- Le Zoute (V) (Het Zoute) ;
- Knokke centre.

De même pour Heist :
- Duinbergen (VII) ;
- Heist centre.

### Carte

Knokke-Heist, communes fusionnées et voisines. Les zones en jaune représentent les agglomérations.

### Communes limitrophes
- a. Hoeke (commune de Damme)
- b. Oostkerke (commune de Damme)
- c. Dudzele (commune de Bruges)
- d. Lissewege  (commune de Bruges)
- e. Retranchement (commune de L'Écluse - NL)
- f. L'Écluse (NL)

## Héraldique
|  | La commune possède des armoiries qui lui ont été octroyées le 2 février 1982. Ce sont les armoiries de l'ancienne commune de Knokke qui lui avaient été octroyées le 9 mai 1914. Knokke a toujours appartenu à la paroisse de Lissewege et ne possédait ni sceau ni armoiries. En 1914, les armoiries ont été conçues à partir de celles de Lissewege sur une carte de la fin du XVIe siècle. Elles étaient en argent avec un chevron rouge et des coquilles Saint-Jacques et, à la base, un bouquet de roseaux. Dans les armoiries de Knokke, les couleurs du champ ont été changées et un chardon, une plante commune dans les dunes, a remplacé les roseaux. Blasonnement : D'or à un chevron de gueules chargé de trois coquillage d'argent, accompagné en pointe par un panicaut maritime au naturel. Source du blasonnement : Heraldy of the World. |

## Histoire
En 2019, à la suite de traces de contamination d'un banc de sable par du gaz moutarde, une recherche sous-marine a révélé un important stock d'obus (au nombre estimé de 35 000 obus) de la première guerre mondiale. Ce stock aurait été immergé en 1919. Le gouverneur de Flandre-Occidentale, Carl Decaluwé, a demandé l'évacuation rapide de ce dépôt.

## Politique et administration

### Liste des bourgmestres successifs
| Portrait                           | Identité                                            | Période | Période  | Durée  | Étiquette |
| Portrait                           | Identité                                            | Début   | Fin      | Durée  | Étiquette |
| ---------------------------------- | --------------------------------------------------- | ------- | -------- | ------ | --------- |
| Léopold Lippens en 2006.           | Leopold Lippens (20 octobre 1941 - 19 février 2021) | 1979    | 2021     | 42 ans |           |
| Piet De Groote, 18 septembre 2021. | Piet De Groote (d) (né le 14 avril 1966)            | 2021    | En cours | 4 ans  |           |

Le 3 octobre 2023, Piet De Groote annonce sa démission en tant que Bourgmestre de Knokke-Heist, lors de l'émission "De Tafel van Gert" sur la chaîne privée Play4 et qu'il envisageait de lancer un nouveau parti.

## Démographie
Elle comptait, au 1er novembre 2023, 32 408 habitants (15 678 hommes et 16 730 femmes), soit une densité de 574,20 habitants/km² pour une superficie de 56,44 km².

### Évolution démographique
Le graphique suivant reprend sa population résidente au 1er janvier de chaque année
- Source : DGS - Remarque: 1806 jusqu'à 1970=recensement; depuis 1971=nombre d'habitants chaque 1er janvier[9]

## Transport de voyageurs

### Kusttram
Knokke-Heist est desservie par le tramway de la côte belge appelé en néerlandais De Kusttram (« Le tram du littoral ») qui parcourt 70 km jusqu'à La Panne, à la limite de la frontière française.
Son terminus nord est la gare de Knokke.

### Train
Knokke est desservie par les chemins de fer belges, exploités par la SNCB. Il y a trois gares ferroviaires sur le territoire de la commune : celles de Heist, de Duinbergen et de Knokke.

## Faune et flore

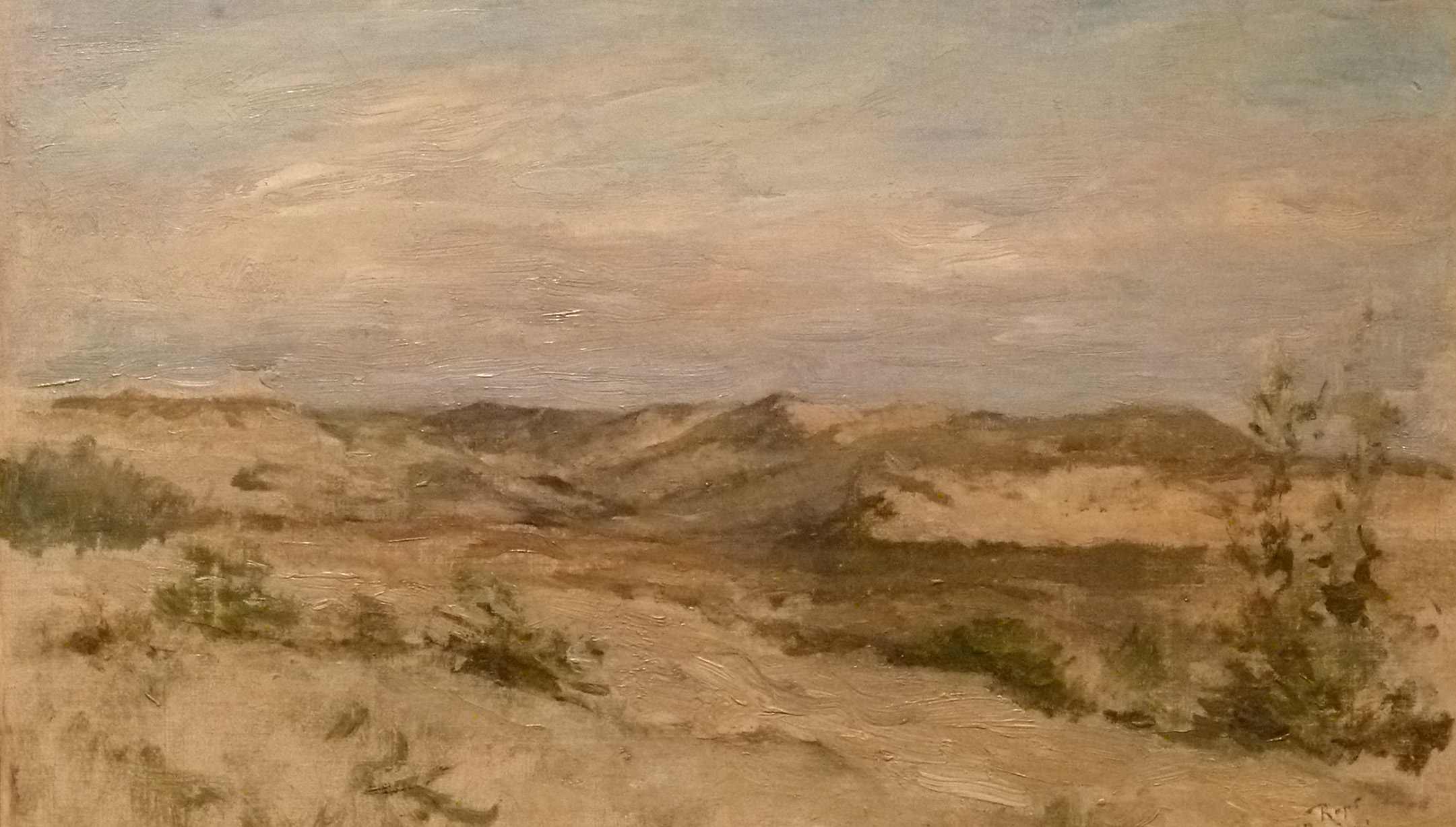
Heyst, 1881, peinture des dunes par Félicien Rops.

Le Parc naturel du Zwin est une réserve naturelle du littoral ouverte en 1952 par Léon Lippens. C’est aussi le plus grand territoire salé de Belgique.

## Patrimoine
- Liste des monuments historiques de Knokke-Heist

## Gastronomie
Les gaufres de « Moeder Siska » (la Mère Siska) sont une des traditions de Knokke-Heist. Ces gaufres sont en forme de « trèfle à cinq cœurs ». La Mère Siska commença à faire ses gaufres en 1892 et sa recette secrète brave toujours les années.
Tout au long de la promenade se trouvent des restaurants. Le premier établissement de la digue fut ouvert en 1896 dans l'ancien corps de garde d'un fortin français datant de la période napoléonienne.

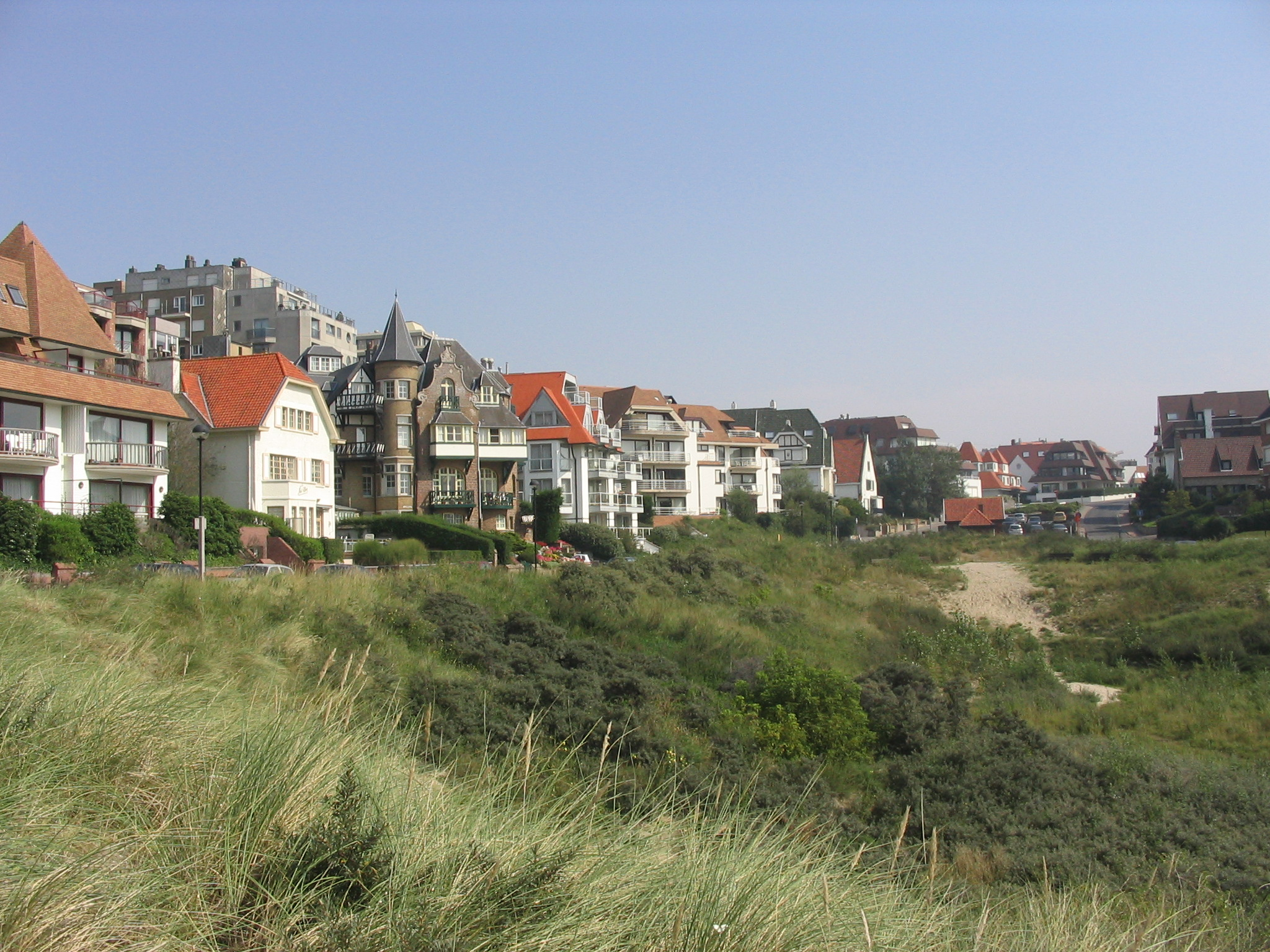
La promenade.

## Principaux événements
- Carnaval Heist (fin février)
- Montainbike Beach Challenge
- Festival international de la photo (printemps)
- Kids Run, Knokke Jogging & 10 km (début mai)
- Election Miss Sports (fin mai)
- Scapa Sport's Beach Polo (début juin)
- Festival international du cartoon (été)
- Cross sur plage (juillet)
- Natation en mer
- Foire internationale d'arts & d'antiquités (août)
- Championnat de Belgique de beach volley (août)
- Bénédiction de la mer (août)
- Festival international du feu d'artifice (fin août)
- Triathlon du Zwin (début septembre)
- Belgian Supercup Volleyball
- Belgian Supercup Basketball
- Miss Belgian beauty
- Coupe d'Europe du tour de chant (1959-1973)

## Personnalités

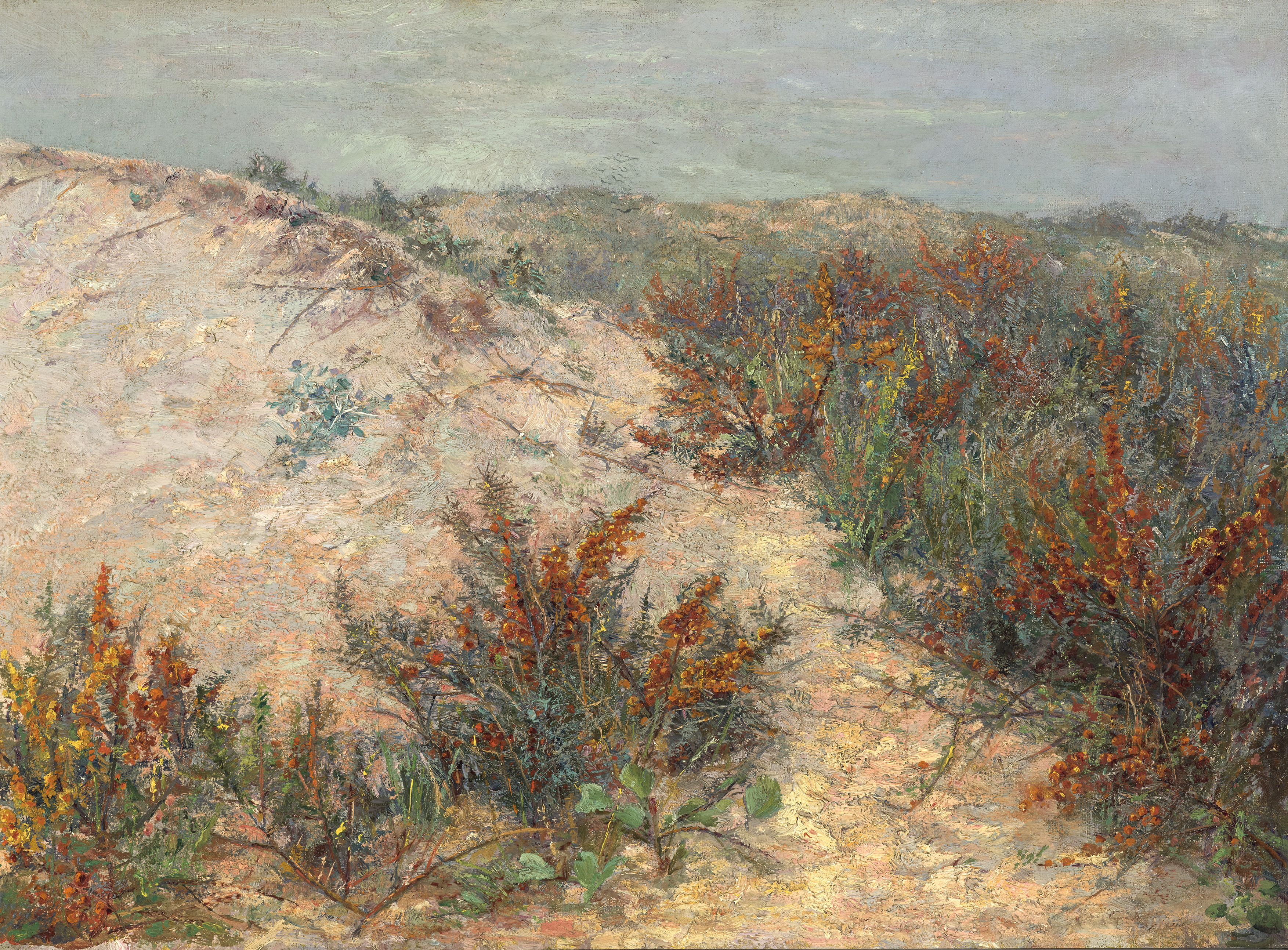
Peinture des dunes par Emilie Mediz-Pelikan.

- Alfred Verwée (1838-1895), artiste, a son buste devant l'hôtel de ville.
- Jean-Michel Folon (1934-2005), artiste.
- Philippe Lafontaine, né en 1955, chanteur.
- Keith Haring (1958-1990), artiste, a vécu à Knokke.
- Patrick Corillon, artiste, né en 1959 à Knokke.
- Jean-Claude Van Damme, né en 1960, acteur, a une résidence secondaire à Knokke.
- Maxim De Cuyper, Footballeur International Belge né en 2000 et jouant au Club Bruges.

## Chansons
- Chansons de Jacques Brel évoquant la commune : La chanson de Jacky et Knokke-Le-Zoute Tango.